# Padraig O’Morain
Padraig O’Morain (irisch Pádraig Ó Móráin; * 1949 in Ladytown, County Kildare, Irland) ist ein irischer Autor.

## Leben
Er wurde als Sohn einer Bauernfamilie geboren und besuchte die Grund- und Oberschule der Christian Brothers in Naas. Später war er Mitarbeiter des irischen Landwirtschaftsministeriums und der Gälischen Liga. Weitere Beschäftigungen bestanden in der Werbebranche und dem National Social Service Council.
Er schrieb diverse Aufsätze und Artikel in irischer und englischer Sprache. Darüber hinaus verfasst er Kurzgeschichten und ist als Autor von Romanen und Stücken tätig.